# Głębokie Południowe Pole Hubble’a

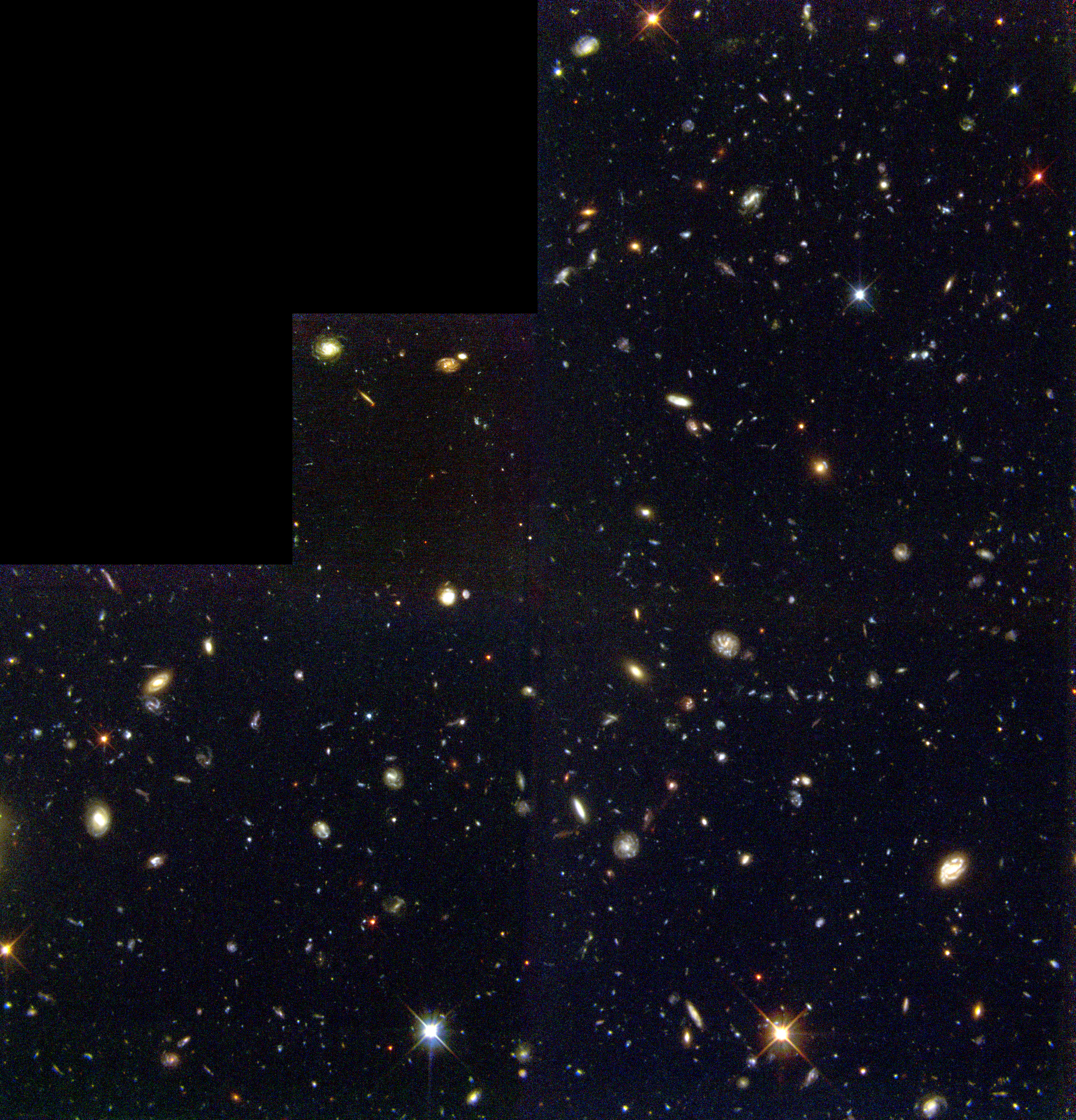
Głębokie Południowe Pole Hubble'a

Głębokie Południowe Pole Hubble’a (ang. Hubble Deep Field South, w skrócie HDF-S) – obraz niewielkiego obszaru nieba południowego w gwiazdozbiorze Tukana, bazujący na serii obserwacji Kosmicznym Teleskopem Hubble’a.
Wykonane zdjęcie jest złożeniem kilkuset osobnych ekspozycji wykonywanych przy pomocy Wide Field and Planetary Camera 2 w ciągu 10 dni we wrześniu i październiku 1998.
Obraz HDF-S bardzo przypomina wykonane 3 lata wcześniej Głębokie Pole Hubble’a, co umacnia zasadę kosmologiczną, która mówi, że Wszechświat w wielkich skalach jest jednorodny.